# Reggie Corrigan
Pour les articles homonymes, voir Corrigan.
Pas d'image ? Cliquez ici

a Compétitions nationales et continentales officielles uniquement.

b Matchs officiels uniquement.
Dernière mise à jour le 2 novembre 2021.
Reggie Corrigan, né le 10 novembre 1970 à Dublin (Irlande), est un joueur de rugby à XV, qui joue avec l'équipe d'Irlande entre 1997 et 2006. Il évolue au poste de pilier.

## Carrière
Il reçoit sa première cape internationale, à l’occasion d’un test match, le 30 novembre 1997 contre l'équipe du Canada. 
Reggie Corrigan a disputé la coupe du monde 1999 et la coupe du monde 2003.
Reggie Corrigan a connu sa dernière cape internationale le 11 février 2006 contre la France. 

## Palmarès
- 47 sélections dont deux fois capitaine
- Sélections par années : 2 en 1997, 5 en 1998, 3 en 1999, 8 en 2002, 12 en 2003, 9 en 2004, 7 en 2005, 1 en 2006

- Tournois des cinq/six nations disputés: 1998, 2003, 2004, 2005, 2006.
- Participation à la coupe du monde 1999 et la coupe du monde 2003.